# 오즈번 (이요국)

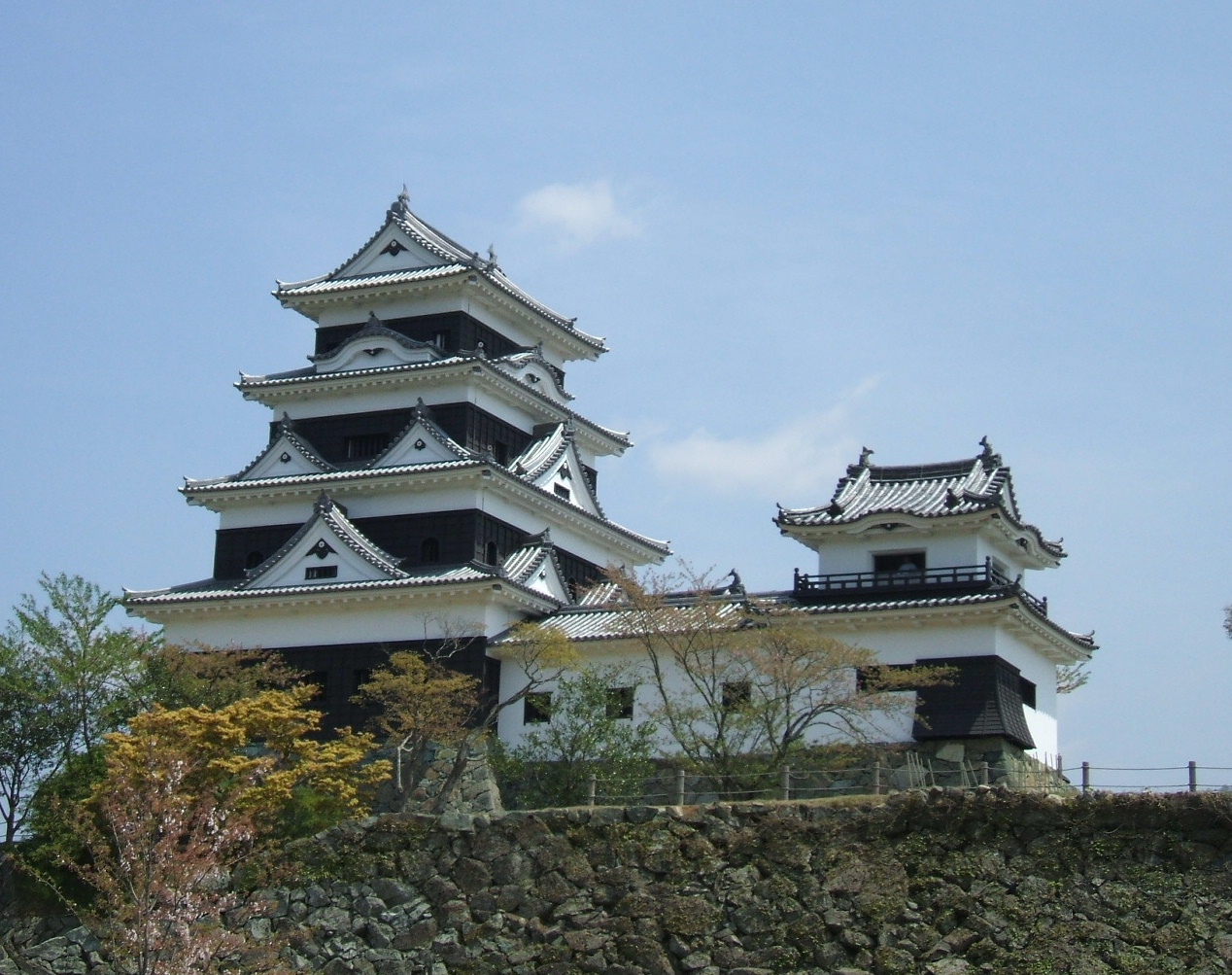

오즈번(일본어: 大洲藩 おおずはん[*])은 이요국 오즈 (현재의 에히메현 오즈시)를 중심으로 난요 지방 북동부에서 츄요 지방 서부의 이요군 (현재 이요시를 중심으로 한 지역) 등을 영유한 번이다. 번청은 오즈성, 지번으로 니야번이 있다.

## 약력
에도 시대 초기의 오즈는 토도 타카토라의 소령이며, 오즈성주로서 니와 나가히데의 아들로, 타카토라의 양자인 토도 타카요시가 성에 거주하였다. 게이초 13년 (1608년), 타카토라는 이세국 츠번으로 전봉되었지만, 오즈는 타카토라의 영지 그대로였다. 같은 해 9월이 되어, 아와지국 스모토번에서 와키자카 야스하루가 5만 3천석으로 입부하였고, 오즈번이 입번하였다.
2대 야스모토는 겐나 3년 (1617년), 시나노국 이다번으로 전봉되었다. 같은 해 카토 사다야스가 호키국 요나고번에서 6만석으로 입부하였다.
겐나 9년 (1623년), 사다야스가 후계자 신고를 하지 않은 채 급사했지만, 장남 야스오키가 쇼군 도쿠가와 히데타다를 알현하고 상속을 인정받았다. 이때 동생 야스타다 (후의 나오야스)는 1만석 분지의 비공식적으로 허락을 받아, 니야번이 성립되었다. 이것이 계기가 되어 칸에이 16년 (1639년)까지 집안 소동이 계속되어 결국 비밀분지라는 것으로 결정되었다.
카토가에는 호학의 기풍이 있었고, 번도 이를 본떠 호학ㆍ자기연성을 번풍으로 삼았다. 초기 오즈번에서는 유학자인 나카에 토쥬가 나왔다.
오즈번은 근왕의 기풍이 강하고 막부 말기에는 일찍부터 근왕으로 번론이 일치하였다. 이 때문에, 근왕번으로 게이오 4년 (1868년) 토바ㆍ후시미 전투에서도 작은 번이지만 참전하여 활약하였다. 또한 사카모토 료마가 운용한 것으로 알려진 증기선 이로하마루는 오즈번의 소유로, 오즈번에서 카이엔타이에게 대여했던 것이다.
메이지 4년 (1871년) 7월 14일, 폐번치현으로 옛 오즈번령을 관하로 하는 오즈현 (초고 6만석, 현석 3만 476여 석)이 설치되면서 동시에 카토가는 화족에 올랐다. 같은 해 11월 15일, 1차 부현 통합, 이른바 3부 72현제의 실시에 의해, 오즈현이 폐지되고, 구 우와지마현, 구 요시다현, 구 니타니현이 합병해 새로운 우와지마현이 설치되었다 (본청 우와지마, 지청 오즈). 이후, 카미야마현을 거쳐 에히메현에 편입되었다.
메이지 17년 (1884년), 화족령에 의해 오즈 카토가는 자작에 봉해졌다.

### 성 보관과 교체지
간에이 11년 (1634년), 가모 타다토모의 급사로 적자가 없었던 이요 마츠야마번의 성을 맡긴 것은 오즈성주 카토 야스오키였다. 이때 당시 마츠야마번령 이요군, 우케나군 37개 마을 (약 1만 3천석)과 오즈번령이었던 카자하야군, 쿠와무라군 57개 마을의 교체를 로쥬에게 신청한다. 간에이 12년 (1635년)에 교체지가 실현되어 이듬해에는 카미나다무라에서 쿠나이 형제 (큐에몬, 세이베에)가 정착했다. "나다야"라는 호를 썼기 때문에 "나다쵸 (후의 이요시 중심부인 구 이요군 군나카쵸의 전신)"라고 명명되었다.

## 역대 번주

### 와키자카가
토자마 다이묘, 5만 3천석 (1608년 ~ 1617년)
1. 와키자카 야스하루
2. 와키자카 야스모토

### 카토가
토자마 다이묘, 6만석 (1617년 ~ 1871년)
1. 카토 사다야스
2. 카토 야스오키
3. 카토 야스츠네
4. 카토 야스무네
5. 카토 야스아츠
6. 카토 야스미치
7. 카토 야스타케
8. 카토 야스유키
9. 카토 야스토키
10. 카토 야스즈미
11. 카토 야스모토
12. 카토 야스토미
13. 카토 야스아키

## 지번
- 니야번

## 막부 말기의 영지

### 오즈번령
- 이요국
  - 카자하야군 내 5 마을
  - 우케나군 내 49 마을
  - 이요군 내 17 마을
  - 키타군 내 80 마을

### 니야번령
- 이요국
  - 우케나군 내 8 마을
  - 이요군 내 3 마을
  - 키타군 내 3 마을

## 같이 보기
- 폐번치현